# Lars Ruppel

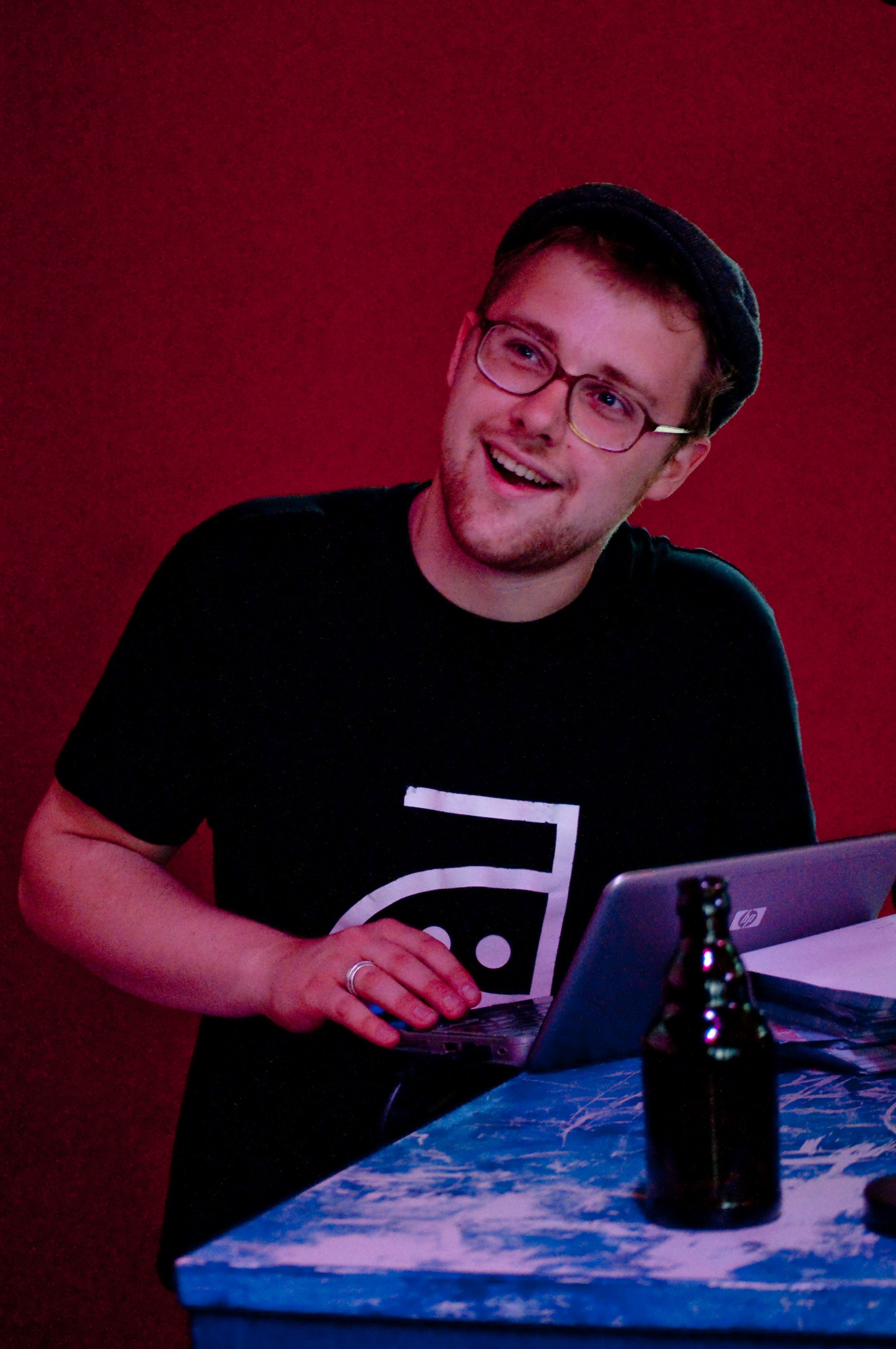
Lars Ruppel im Mai 2010

Lars Ruppel (* 1985 in Gambach) ist ein deutscher Slampoet und Kabarettist.

## Leben und Schaffen
Ruppel tritt nach eigener Aussage seit 2004 als „Vollzeitslammer“ auf Poetry-Slam-Bühnen auf. Er gilt als einer der bekanntesten Vertreter des Genres Poetry-Slam in Deutschland. Ruppel gibt Workshops an Schulen und Universitäten und ist Mitglied der „Poetry-Slam-Boygroup“ SMAAT, mit der er 2007 den Team-Wettbewerb der deutschsprachigen Poetry-Slam-Meisterschaften gewann. 2009 kamen als „Laruppel-Trilogie“ drei Werke von ihm heraus. 2014 gewann er in Dresden den Einzelwettbewerb des deutschsprachigen Poetry Slams. 2021 erhielt er den Hessischen Kabarettpreis (Publikumspreis).
Zusammen mit anderen gründete er die Marburger Slampoeten-Lesebühne „Late Night Lesen“, die monatlich im Jazzclub Cavete in der Marburger Oberstadt stattfindet. Auf zahlreichen Slam-Poetry-Wettbewerben in der Region Mittelhessen ist er seit Jahren als Moderator oder Gastgeber der Veranstaltung aktiv.
Ein weiterer Schwerpunkt seiner Tätigkeit ist die Leitung des Projektes „Weckworte“, bei dem durch geeignete Darbietungen klassischer Verse ein emotionaler Zugang zu Demenzkranken geschaffen wird. Diese Tätigkeit verschaffte Ruppel inzwischen auch Anerkennung in Fachkreisen. 2016 erschien die von ihm herausgegebene Anthologie „Geblitzdingst“ mit Slam-Poetry, die sich mit dem Thema Demenz auseinandersetzt. Für die Zeitschrift Psych. Pflege Heute verfasst er seit 2013 Podcasts und die regelmäßige Kolumne Larses lyrische Lebensberatung.
Für Radio Fritz produzierte er die Podcast-Reihe Larsis lyrische Lebensberatung.
Seit 2014 veranstaltet Lars Ruppel im Kulturzentrum Kreuz in Fulda zwei mal im Jahr einen Science Slam. Die Veranstaltung findet seit 2015 zusammen mit dem MINTmachClub Fulda statt. Bei der Moderation wird er seit dem durch den Hochschulprofessor Sasha Skorupka unterstützt.

## Veröffentlichungen
- Limo. Lektora-Verlag, Paderborn 2009, ISBN 978-3-938470-35-0.
- Brille. Lektora-Verlag, Paderborn 2009, ISBN 978-3-938470-34-3.
- Schweinchen. Lektora-Verlag, Paderborn 2009, ISBN 978-3-938470-33-6.
- Die Brücken der Pferde. (CD, mit SMAAT). Verlag Der gesunde Menschenversand, Luzern 2009, ISBN 978-3-905825-10-7.
- Back for Food. (CD, mit SMAAT). Sprechstation 2007, ISBN 978-3-939055-02-0.
- Holger, die Waldfee: 10 Gedichte über Redensarten. Satyr Verlag, 2014, ISBN 978-3-944035-37-6.
- als Hrsg.: Geblitzdingst: Slam-Poetry über Demenz. Satyr Verlag, 2016, ISBN 978-3-944035-75-8.
- Die Kuh vom Eis: Neue Gedichte über Redensarten. Satyr-Verlag, 2017, ISBN 978-3-944035-85-7.
- Mein lieber Herr Gesangsverein, die Waldfee holt die Kuh vom Eis: Slam-Poetry über Redensarten. (CD). Satyr-Verlag, 2017, ISBN 978-3-8371-3755-2.